# Józef Dembieński
Józef Dembieński (ur. 25 marca 1879 w Radomnie, zm. 11 stycznia 1962 w Chojnicach) – filomata pomorski, ksiądz katolicki, działacz niepodległościowy i społeczny w zaborze pruskim, redaktor i pamiętnikarz.

## Życiorys
Urodził się 25 marca 1879 r. w Radomnie (pow. lubawski) w rodzinie chłopskiej, jako syn Józefa i Julianny z domu Dembek (był siostrzeńcem bpa Bernarda Dembka). Kształcił się w progimnazjum w Nowym Mieście Lubawskim (1891-97), a następnie w gimnazjum w Chełmnie, gdzie zdał maturę w 1900 r. W gimnazjum chełmińskim należał do tajnego Towarzystwa Filomatów, za co już jako kleryk seminarium w Pelplinie został skazany na 3 tygodnie więzienia w procesie filomatów pomorskich w 1901 r. Z tego względu przed święceniami, które otrzymał 13 marca 1904 r. w Pelplinie, musiał – pod naciskiem pruskich władz cywilnych – zrzec się prawa do objęcia samodzielnej parafii.  
Jako wikary pracował w Subkowach, Drzycimiu, Jeżewie (1905-07), Łążynie (1907-08), Oksywiu (1908-10, tu za czasów proboszcza A. Muchowskiego), Koronowie (1910-14), Toruniu – parafia św. Jakuba (1914-16), jako kuratus w Legbądzie (1916-20), prefekt i nauczyciel w progimnazjum w Nowym Mieście Lubawskim. W czasie II wojny światowej ukrywał się pod nazwiskiem Józef Nitka w Racławicach Kościuszkowskich, gdzie zajmował się tajnym nauczaniem. Po 1945 r. był proboszczem w Osiecznej (1945-47), Opaleniu (1947-49), Topolnie (1949-53), a potem kapelanem w szpitalu w Chojnicach (1953-62).
Częste przenoszenie ks. Dembieńskiego z parafii na parafię było formą szykanowania go przez władze pruskie za działalność społeczno-narodową. Jedną z kolejnych przeprowadzek w 1910 r., z Oksywia do Koronowa, następująco skomentował w swoim pamiętniku: Zrozumiałe, że przeniesienie moje sprawiło mi wielki ból. Czułem się tu [tj. w Oksywiu] dobrze i w swoim żywiole. Kaszubi mi bodaj bardziej przylgnęli do serca niż Polacy w innych okolicach, może właśnie dlatego, że bardziej byli zagrożeni germanizacją niż ludność nasza gdzie indziej. Żal mi też było rozstać się z tą gościnną, miłą, serdeczną atmosferą plebanii i z tym sympatycznym męczennikiem za wiarę i Ojczyznę, ks. Antonim Muchowskim, który tak życzliwym okiem patrzył na moją działalność dla naszej wspólnej sprawy. [...] Każdy rolnik, który uprawi swoje pole, radby oglądać i jego plon, a mnie to nigdzie nie było danym. Ale największy ból sprawiło mi rozstanie się z morzem. [...] Przyrzekłem sobie jednak, że w przyszłości, o ile tylko będę miał możność, choć tylko na krótki czas, przybywać będę rokrocznie nad to wybrzeże, co też aż do starości dotrzymywałem. [...] Wylane przez mnie łzy były poniekąd wyrazem moich własnych zaślubin z morzem.

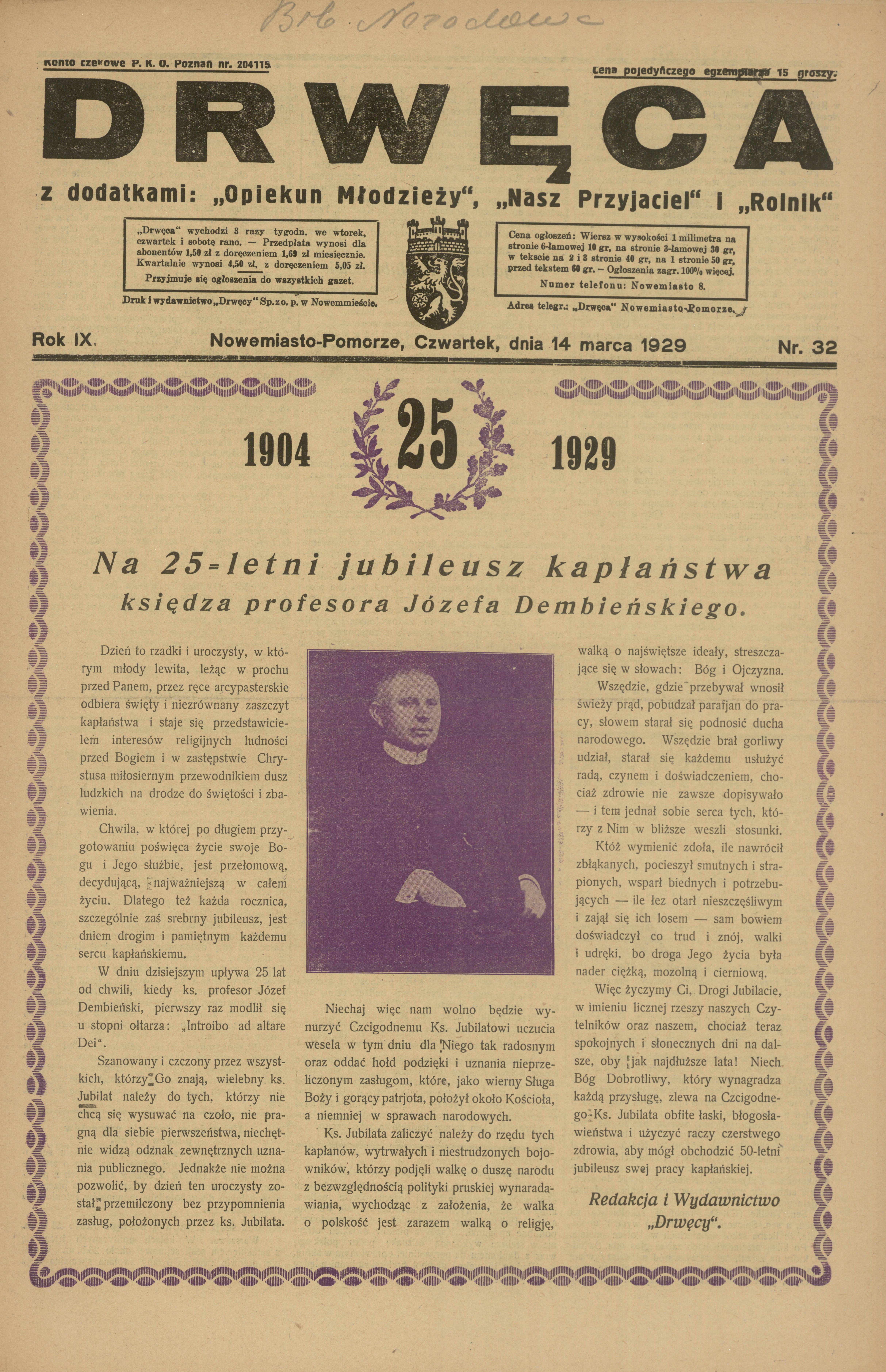
"Drwęca", 1929, nr 32

Przez całe życie oprócz pracy duszpasterskiej przejawiał niezwykłą wręcz aktywność na polu społecznym i narodowym. W Jeżewie założył Bank Ludowy i spółdzielnię "Konsum", przyczynił się także do powstania "Konsumu" w pobliskim Osiu. W Łążynie założył Towarzystwo Ludowe i Kółko Rolnicze. Towarzystwo Ludowe powstało także z jego inicjatywy w Mostach koło Gdyni. W okresie strajku szkolnego na Pomorzu w latach 1906-1907 zorganizował zbieranie petycji  o przywrócenie języka polskiego w nauce religii. W Lęgbądzie założył Czytelnię Ludową, zorganizował kursy języka polskiego, Towarzystwo Ludowe i amatorskie kółko teatralne. W Czersku przyczynił się do założenia Towarzystwa Chrześcijańskiego Nauczycieli Polskich. W 1918 r. był przewodniczącym Rady Robotniczo-Chłopskiej w Zblewie. Należał do tajnej Organizacji Wojskowej Pomorza i utworzył w Lęgbądzie Straż Ludową. Od początku 1919 r. był członkiem Powiatowej Rady Ludowej w Chojnicach i wszedł do komitetu organizującego przyjęcie Wojska Polskiego na Pomorzu w 1920 r.  W Nowym Mieście Lubawskim został prezesem Rady Nadzorczej Banku Ludowego i przewodniczącym zarządu powiatowego Towarzystwa Czytelni Ludowych. W 1921 r. stał się założycielem Spółki Wydawniczej "Drwęca" (Drukarnia i Księgarnia), która m.in. wydawała gazetę "Drwęca", związaną ideowo ze Stronnictwem Narodowym. W latach 1925–39 był redaktorem tej gazety. W okresie międzywojennym był działaczem Stronnictwa Narodowego, opozycyjnego w stosunku do sanacji (czyli obozu politycznego skupionego wokół J. Piłsudskiego). W latach 1906–26 był członkiem Towarzystwa Naukowego w Toruniu. Był także członkiem Związku Filomatów Pomorskich. Został odznaczony Krzyżem Niepodległości, a także Złotym Krzyżem Zasługi „za działalność patriotyczną w latach 1906–1907”. 

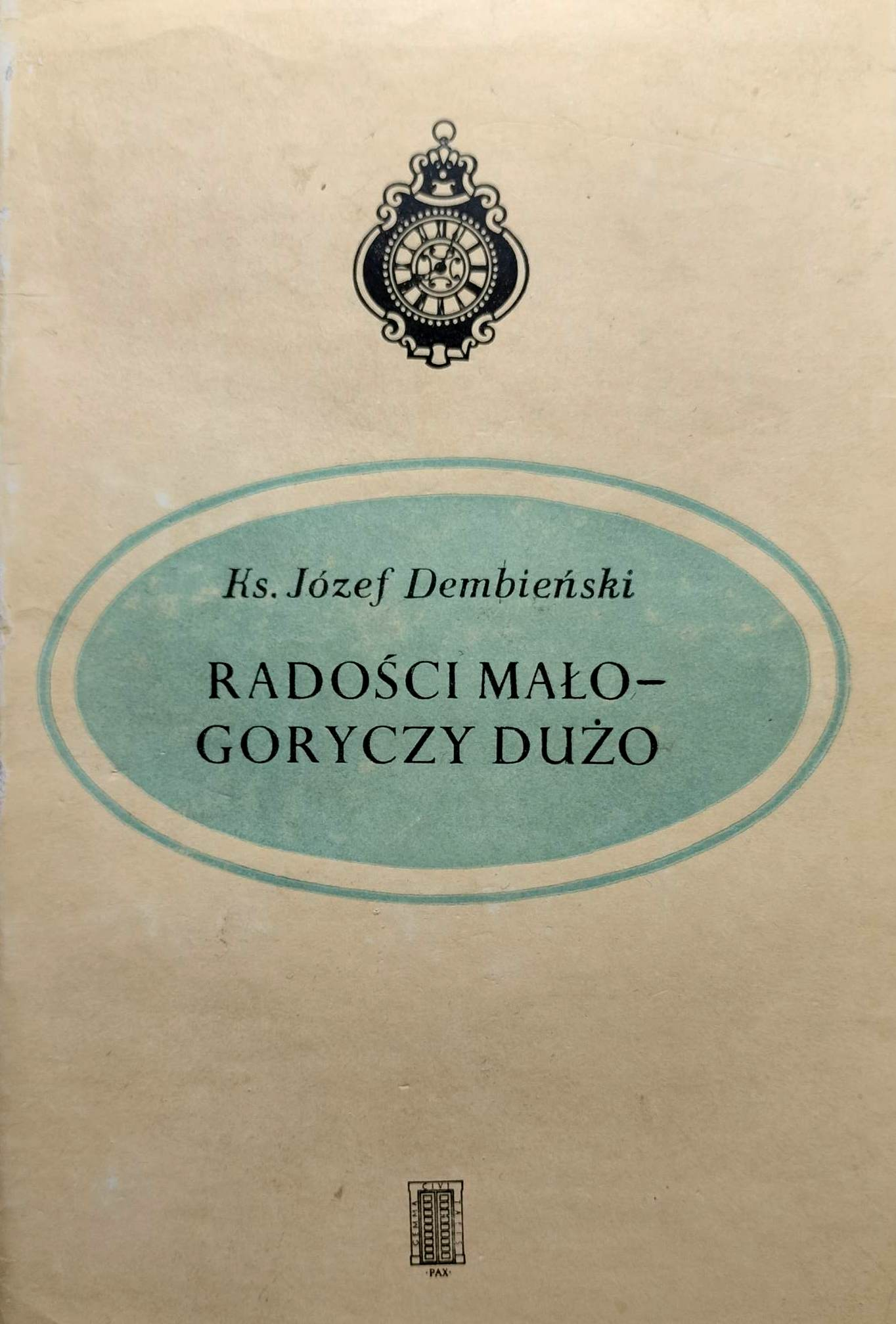
Józef Dembieński, Radości mało – goryczy dużo... (okładka wydania z 1985 r.)

W 1947 r. otrzymał tytuł radcy duchownego ad honores. Pozostawił obszerne wspomnienia, których pierwszą część (do 1920 r.), z pewnymi skrótami, opublikowano w 1985 r. Zmarł 11 stycznia 1962 r. w Chojnicach i został pochowany w Topolnie. 

## Odznaczenia
- Krzyż Niepodległości – 1939[1]
- Złoty Krzyż Zasługi – (28 maja 1938)[5][1]

## Upamiętnienie
Imię ks. J. Dembieńskiego nosi ulica w Laskowicach (gm. Jeżewo).